# Toldloven af 1797
Den danske stat indførte Toldloven af 1797. Loven var et skridt mod større handelsfrihed, da langt de fleste ind- og udførselsforbud blev fjernet og erstattet med lave og rimelige toldsatser. Eksportforbud blev afskaffet og ligeledes de fleste importforbud. Der indføres kreditoplag, så tolden først skulle betales, når varen blev solgt; råvarer blev næsten toldfrie. Eftertiden har betragtet Toldloven som den danske handelsgrundlov.